# Бурсе
Бурсе (фр. Boursay) насеље је и општина у централној Француској у региону Центар (регион), у департману Лоар и Шер која припада префектури Вандом.
По подацима из 2011. године у општини је живело 202 становника, а густина насељености је износила 9,15 становника/km². Општина се простире на површини од 22,08 km². Налази се на средњој надморској висини од 178 метара (максималној 210 m, а минималној 136 m).

## Демографија
| 1962. | 1968. | 1975. | 1982. | 1990. | 1999. | 2011. |
| ----- | ----- | ----- | ----- | ----- | ----- | ----- |
| 325   | 378   | 284   | 229   | 190   | 203   | 202   |

График промене броја становника у току последњих година